# Domenico Duprà
Domenico Duprà ou Giorgio Domenico Duprà (Turin,1689-1770) est un peintre italien qui fut actif au XVIIIe siècle.

## Biographie
À Rome, Domenico Duprà a été un élève de Francesco Trevisani.
Il a été aussi fortement influencé par l'école française du portrait.
À partir de 1717, il a travaillé à la cour du roi Jean V du Portugal. Il y exécute de nombreuses commandes pour les grandes familles nobles et marranes.
À partir de 1731, à Rome, il a été employé par la famille Stuart en exil et par de nombreux aristocrates anglais.
En 1750, il retourna à Turin où, avec son frère Giuseppe Duprà (1703-1784), il a travaillé pour la maison de Savoie.

## Œuvres
- Portraits de Marie-Antoinette d'Espagne et de son mari, Victor-Amédée III, Palazzo Reale, Turin
- Portraits des enfants royaux Charles Emmanuel et Caroline de Savoie, Palazzo Reale, Turin.
- Portrait de Maria Barbara de Braganza, reine d'Espagne, musée du Prado, Madrid.
- Portrait de Michel de Launey des Isles,
- Portrait de John Drummond (1739), National gallery of Scotland, Écosse.
- Portrait du prince Charles Edward Stuart, interprété en gravure par Louis Surugue.